# 1031
Năm 1031 là một năm trong lịch Julius.